# Repubblica di Tripolitania
La Repubblica di Tripolitana (in arabo ﺍلجمهورية الطرابلسية‎?, al-Jumhūriyya al-Tarābulusiyya) fu una repubblica araba che dichiarò nel 1918 l'indipendenza della Tripolitania conquistata dall'Italia.

## Storia
La proclamazione della Repubblica Tripolitana nell'autunno del 1918 fu seguita da una dichiarazione formale d'indipendenza presso la Conferenza di pace di Parigi del 1919. Si trattò della prima nominale repubblica indipendente del mondo arabo ma ebbe poco sostegno da parte delle autorità internazionali e si dissolse nel 1922. L'Italia riuscì a ripristinare il proprio pieno controllo sulla Libia entro il 1930.